# U.S. Route 25
U.S. Route 25 (också kallad U.S. Highway 25 eller med förkortningen US 25) är en amerikansk landsväg. Den går ifrån Brunswick Georgia i söder till Cincinnati Ohio i norr och sträcker sig 1207 km.